# Palm Springs
Palm Springs – miasto w Stanach Zjednoczonych, w stanie Kalifornia, w hrabstwie Riverside. Palm Springs położone jest 100 mil na wschód od Los Angeles i zamieszkuje je około 45,7 tys. mieszkańców. Otoczone górami skalistymi i zbudowane na terenie pustynnym miasto słynie jako ośrodek turystyczny i wypoczynkowy w Południowej Kalifornii.
Palm Springs leży w strefie klimatycznej pustynnej, charakteryzującej się suchymi, gorącymi latami oraz bardzo łagodnymi zimami. Miasto znane jest w Stanach Zjednoczonych, jako jedno z modniejszych miejsc do wypoczynku w Kalifornii. Jest też miejscem, gdzie w okresie zimowym mieszkają różne gwiazdy amerykańskiego show-biznesu.
Od lat 90. ub. wieku Palm Springs stało się popularnym miejscem turystyki LGBT. Jest tu wiele hoteli, klubów i restauracji specjalnie nastawionych na klientelę LGBT i oferujących specyficzne dla tej klienteli atrakcje i program pobytu.
Po zachodniej stronie miasta przy Muzeum Pustyni (ang. Desert Museum) znajduje się początek szlaku Kaktusy do Chmur (ang. Cactus to Clouds Trail) prowadzącego na San Jacinto Peak w łańcuchu gór San Jacinto Mountains (Góry Kaskadowe), którym wspinając się pokonuje się przewyższenie 3140 m.

## Klimat
| Miesiąc | Sty  | Lut  | Mar  | Kwi  | Maj  | Cze  | Lip  | Sie  | Wrz  | Paź  | Lis  | Gru  | Roczna |
| --- | ---- | ---- | ---- | ---- | ---- | ---- | ---- | ---- | ---- | ---- | ---- | ---- | ------ |
| Średnie temperatury w dzień [°C]                                                                                   | 21.6 | 23.3 | 26.9 | 30.9 | 35.4 | 39.8 | 42.3 | 41.8 | 38.8 | 32.9 | 25.8 | 20.7 | 31,7   |
| Średnie dobowe temperatury [°C]                                                                                    | 14.5 | 16.1 | 19.1 | 22.6 | 26.7 | 30.7 | 33.8 | 33.6 | 30.5 | 24.8 | 18.3 | 13.7 | 23,7   |
| Średnie temperatury w nocy [°C]                                                                                    | 7.4  | 8.9  | 11.2 | 14.9 | 17.9 | 21.6 | 25.3 | 25.3 | 22.2 | 16.8 | 10.9 | 6.7  | 15,7   |
| Opady [mm] | 29   | 28   | 13   | 1.5  | 0.5  | 0.5  | 3.3  | 7.4  | 5.8  | 6.1  | 8.1  | 22   | 126    |
| Średnia liczba dni deszczowych                                                                                     | 3.1  | 3.2  | 1.6  | 0.6  | 0.2  | 0.0  | 0.6  | 0.9  | 0.8  | 0.7  | 0.8  | 1.9  | 14,4   |
| Źródło: NOAA (liczba dni z opadami dla wartości 0,25 mm, Palm Springs Fire Station 2, 110 km od oceanu, 1981-2010) |      |      |      |      |      |      |      |      |      |      |      |      |        |